# Паула Хитлер
Паула Хитлер (на немски: Paula Hitler) е сестра на германския нацистки лидер Адолф Хитлер.

## Предвоенен живот
Паула е на 6 години, когато умира баща ѝ Алоис Хитлер, пенсиониран граничен служител, а на 11 губи майка си Клара, след което австрийското правителство отпуска малка пенсия на нея и на брат ѝ Адолф. Сумата обаче е сравнително малка, а Адолф, който тогава е достатъчно голям, за да се издържа, се съгласява да даде своя дял на сестра си Паула.
По-късно Паула се премества във Виена. В началото на 20-те години на миналия век тя е наета като домакиня в общежитие за еврейски студенти. През 1921 г., докато работи в общежитието, тя е посетена от брат ѝ Адолф, за когото тя казва, че изглежда „сякаш е паднал от небето“. По-късно работи като секретарка. В повечето време тя няма друг контакт с брат си по време на трудните години като художник във Виена и по-късно в Мюнхен, военната му служба по време на Първата световна война и ранните политически дейности в Мюнхен. Тя има удоволствието да се срещне с него във Виена в началото на 1930-те години.
Паула използва фамилията „Хидлер“, оригиналният правопис на „Хитлер“. След като губи работата си с виенска застрахователна компания през 1930 г., когато нейните работодатели разбират коя е, Паула получава финансова подкрепа от брат си (който продължава да я издържа до самоубийството си през 1945 г.). Тя живее под фамилното име Волф. Искането е на Адолф (това е псевдоним от детството му, което той използва и през 20-те години на миналия век за сигурност). Адолф изглежда има слабо мнение за нейната интелигентност, като нарича както Паула, така и полусестра си Ангела „глупави гъски“.
По-късно тя твърди, че е виждала брат си веднъж годишно през 1930-те и началото на 1940-те години. Работи като секретар във военна болница през голяма част от Втората световна война.

## Следвоенен живот
Има известни доказателства, че Паула споделя силните германски националистически вярвания на брат си, но тя не е политически активна и никога не се е присъединила към нацистката партия. По време на последните дни на войната, на 49-годишна възраст, тя била закарана до Берхтесгаден, Германия, очевидно по заповед на Мартин Борман.
Тя е арестувана от офицери от разузнаването на САЩ през май 1945 г. и разпитана по-късно тази година. Преписът показва, че един от агентите е отбелязал, че е имала физическа прилика с брат си. Тя им казала, че руснаците са конфискували къщата им в Австрия, че американците са отчуждили апартамента им във Виена и че е учила английски език.
Тя характеризира детските си взаимоотношения с брат си като постоянни раздори и силна обич. Паула казва, че не може да се вярва, че брат ѝ е отговорен за Холокоста. Тя заявява също, че се е срещала с Ева Браун само веднъж. Паула е освободена от американски арест и се завръща във Виена, където живее със спестяванията си за известно време, а след това работи в магазин за изкуства и занаяти. През 1952 г. се премества в Берхтесгаден в Западна Германия, където се съобщава, че живее „в уединение“ в двустаен апартамент под името Паула Волф. През това време тя се грижи за бивши членове на SS и оцелелите от вътрешния кръг на брат ѝ.
През февруари 1959 г. тя се съгласява да бъде интервюирана от Питър Морли, документален продуцент за телевизионната станция на Великобритания Associated-Rediffusion. Полученият разговор е единственото заснето интервю, което някога дава и е излъчено като част от програма, наречена Тирани: Годините на Адолф Хитлер. Тя говори най-вече за детството на Хитлер и отказва да бъде питана по политически въпроси. Записите от това и едно съвременно интервю с Питър Морли са включени в телевизионния документален филм „Семейството на Хитлер“ (2005 г.), режисиран от Оливър Халмургер и Томас Стайхлер.

## Смърт
Паула умира на 1 юни 1960 г. на 64-годишна възраст. Тя е последният оцелял член на семейството на Хитлер. Погребана е в Бергфридхоф в Берхтесгаден / Шьонау под името Паула Хитлер. През юни 2005 г. дървеният гробен надпис и останки са отстранени и заменени с друго погребение, обичайна практика в германските гробища след две или повече десетилетия. През май 2006 г. обаче се съобщава, че надгробният надпис е върнат в гроба на Паула и че е добавен втори надпис, което показва още едно погребение на същото място.